# Championnats de France de cyclisme sur route 2005
Les championnats de France de cyclisme sur route 2005 se déroulent à :
- Boulogne-sur-Mer (Pas-de-Calais), pour les épreuves élites messieurs, amateurs et dames.
- Pont-du-Fossé (Hautes-Alpes), pour les championnats de France de l'Avenir (cadets, juniors et espoirs).

Cinq catégories sont au programme : cadets (15/16 ans), juniors (17/18 ans), espoirs (moins de 23 ans), amateurs et professionnels.

## Programme
| Championnats de France à Boulogne-sur-Mer - Jeudi 23 juin - Contre-la-montre individuel Dames Elite et Espoirs : 22,8 km - Contre-la-montre individuel Messieurs Elite : 40,4 km - Vendredi 24 juin - Course en ligne Dames Elite et Espoirs : 99,6 km - Course en ligne Messieurs Amateurs - Samedi 25 juin - Course en ligne Messieurs Elite : 232,4 km | Championnats de France de l'Avenir à Pont-du-Fossé - Jeudi 25 août - Contre-la-montre individuel Dames Juniors : 18,5 km - Contre-la-montre individuel Messieurs Juniors - Contre-la-montre individuel Dames Espoirs : 34,48 km - Vendredi 26 août - Course en ligne Dames Minimes et Cadettes : 34,5 km - Course en ligne Messieurs Cadets : 77,5 km - Samedi 27 août - Course en ligne Dames Juniors : 69 km - Course en ligne Messieurs Juniors - Dimanche 28 août - Course en ligne Messieurs Espoirs |

## Le contexte
Depuis 2001, Boulogne-sur-Mer est le théâtre de l'étape des monts des 4 Jours de Dunkerque, sur un parcours réputé très exigeant. En 2005, la ville est choisie pour accueillir les championnats de France de cyclisme sur route. Le parcours des courses-en-ligne est légèrement différent. Ce parcours emprunte le Mont Lambert et la Porte Gayole. 
Cédric Vasseur, nordiste, (Cofidis) est le grand favori de l'épreuve. Il est victime d'un ennui physique dès le début de course (son genou est venu taper son guidon), et est rapidement contraint à l'abandon. Devant, Laurent Brochard (Bouygues Telecom) est seul dans le dernier tour mais il est victime dans la dernière ascension du Mont Lambert d'une défaillance. Dans le groupe de contre, son coéquipier, Pierrick Fédrigo (Bouygues Telecom) attaque et dépasse l'ancien champion du Monde pour revêtir sur le Boulevard Eurvin le maillot tricolore. Au mois de mai, Pierrick Fédrigo avait pris le maillot rose de leader des 4 Jours de Dunkerque sur ce même circuit boulonnais.

## Podiums

### Hommes
| Épreuves                   | Or                                  | Argent                              | Bronze                                    |
| -------------------------- | ----------------------------------- | ----------------------------------- | ----------------------------------------- |
| Course en ligne - élites   | Pierrick Fédrigo (Bouygues Telecom) | Laurent Brochard (Bouygues Telecom) | Nicolas Jalabert (Phonak Hearing Systems) |
| Contre-la-montre - élites  | Sylvain Chavanel (Cofidis)          | Didier Rous (Bouygues Telecom)      | Frédéric Finot (La Française des jeux)    |
| Course en ligne - espoirs  | Aurélien Passeron                   | Stéphane Poulhiès                   | Benoît Sinner                             |
| Contre-la-montre - espoirs | Dimitri Champion                    | Jérôme Coppel                       | Florian Morizot                           |
| Course en ligne - juniors  | Sébastien Ivars                     | Yannick Valette                     | Alexandre Lemair                          |
| Contre-la-montre - juniors | Étienne Pieret                      | Stéphane Rossetto                   | Sébastien Ivars                           |
| Course en ligne - cadets   | Thomas Girard                       | Dimitri Le Boulch                   | Romain Simonnet                           |

### Femmes
| Épreuves                   | Or                                         | Argent                                   | Bronze                                   |
| -------------------------- | ------------------------------------------ | ---------------------------------------- | ---------------------------------------- |
| Course en ligne - élites   | Magali Le Floc'h (UC Chalons en Champagne) | Sandrine Marcuz-Moreau (US Colomiers)    | Karine Gautard-Roussel (ES Livarot)      |
| Contre-la-montre - élites  | Edwige Pitel (La Pomme Marseille)          | Jeannie Longo (Paris Cycliste Olympique) | Marina Jaunatre (VS Valletais)           |
| Contre-la-montre - espoirs | Alna Burato (VC St Julien En Genevois)     | Angélique Saldana (UV Auch Gg)           | Fanny Riberot (VC St Julien En Genevois) |

## Résultats détaillés

### Championnats masculins
| #   | Cycliste          | Équipe                 |    | Temps           |
| --- | ----------------- | ---------------------- | -- | --------------- |
| 1.  | Pierrick Fédrigo  | Bouygues Telecom       | en | 5 h 48 min 59 s |
| 2.  | Laurent Brochard  | Bouygues Telecom       | +  | 1 min 38 s      |
| 3.  | Nicolas Jalabert  | Phonak Hearing Systems |    | 1 min 38 s      |
| 4.  | John Gadret       | Jartazi Granville Team |    | 2 min 46 s      |
| 5.  | Sébastien Joly    | Crédit Agricole        |    | 3 min 07 s      |
| 6.  | Sandy Casar       | La Française des jeux  |    | 3 min 27 s      |
| 7.  | Christophe Moreau | Crédit Agricole        |    | 6 min 58 s      |
| 8.  | Christophe Mengin | La Française des jeux  |    | 6 min 58 s      |
| 9.  | Sylvain Calzati   | AG2R Prévoyance        |    | 7 min 00 s      |
| 10. | Sylvain Chavanel  | Cofidis                |    | 7 min 21 s      |

| #   | Cycliste         | Équipe                |    | Temps       |
| --- | ---------------- | --------------------- | -- | ----------- |
| 1.  | Sylvain Chavanel | Cofidis               | en | 53 min 58 s |
| 2.  | Didier Rous      | Bouygues Telecom      | +  | 1 min 18 s  |
| 3.  | Frédéric Finot   | La Française des jeux |    | 1 min 46 s  |
| 4.  | Stéphane Barthe  | Oddass-Diemme-ACVO    |    | 1 min 50 s  |
| 5.  | Jérôme Pineau    | Bouygues Telecom      |    | 1 min 53 s  |
| 6.  | Thierry David    | La Pomme Marseille    |    | 2 min 34 s  |
| 7.  | Jimmy Engoulvent | Cofidis               |    | 2 min 34 s  |
| 8.  | Jérémy Roy       | La Française des jeux |    | 2 min 36 s  |
| 9.  | Stéphane Bergès  | Agritubel             |    | 2 min 50 s  |
| 10. | Sylvain Calzati  | AG2R Prévoyance       |    | 2 min 53 s  |

### Championnats féminins
| #   | Cycliste               | Équipe                   |    | Temps           |
| --- | ---------------------- | ------------------------ | -- | --------------- |
| 1.  | Magali le Floc'h       | UC Chalons en Champagne  | en | 2 h 52 min 28 s |
| 2.  | Sandrine Marcuz-Moreau | US Colomiers             | +  | 04 s            |
| 3.  | Karine Gautard         | ES Livarot               |    | 12 s            |
| 4.  | Edwige Pitel           | La Pomme Marseille       |    | 1 min 30 s      |
| 5.  | Maryline Salvetat      | VSLL Castres             |    | 1 min 33 s      |
| 6.  | Sonia Huguet           | UCB Houillier            |    | 1 min 37 s      |
| 7.  | Marina Jaunatre        | VS Valletais             |    | 1 min 46 s      |
| 8.  | Jeannie Longo          | Paris Cycliste Olympique |    | 1 min 46 s      |
| 9.  | Alexandra Le Hénaff    | VS Quimpérois            |    | 2 min 10 s      |
| 10. | Fanny Riberot          | VC St Julien en Genevois |    | 3 min 20 s      |

| #   | Cycliste                  | Équipe                   |    | Temps       |
| --- | ------------------------- | ------------------------ | -- | ----------- |
| 1.  | Edwige Pitel              | La Pomme Marseille       | en | 37 min 28 s |
| 2.  | Jeannie Longo             | Paris Cycliste Olympique | +  | 09 s        |
| 3.  | Marina Jaunatre           | VS Valletais             |    | 15 s        |
| 4.  | Maryline Salvetat         | Vsll Castres             |    | 1 min 01 s  |
| 5.  | Magalie Finot             | VS Nivernais Morvan      |    | 1 min 29 s  |
| 6.  | Élisabeth Chevanne-Brunel | Team Cycliste Feminin 24 |    | 1 min 54 s  |
| 7.  | Sonia Huguet              | Ucb Houillier            |    | 2 min 47 s  |
| 8.  | Alna Burato               | VC St Julien En Genevois |    | 3 min 10 s  |
| 9.  | Alexandra Le Hénaff       | VS Quimperois            |    | 3 min 22 s  |
| 10. | Elodie Touffet            | Ec Evel Baud             |    | 3 min 45 s  |